# Кантри-Медоуз (Иллинойс)
Ка́нтри-Ме́доуз (англ. Country Meadows) — невключённая территория в округе Адамс (штат Иллинойс, США).